# Église Santa Maria ad Ogni Bene dei Sette Dolori
 (octobre 2024).
L'église Santa Maria ad Ogni Bene dei Sette Dolori est une église de Naples (Italie).

## Histoire et description
L'église remonte à 1411, lorsqu'une chapelle rurale extra moenia est consacrée à sainte Marie de Toute Bonté. Les servites construisent un couvent en 1516 qui est agrandi en 1583 par leur confrère Giovanni Vincenzo Casali. Cette même année voit la naissance de la congrégation laïque du Crucifix et ensuite l'église devient paroissiale (sous le vocable de sainte Marie des Sept Douleurs), puis, après le départ des servites, maison des pieux ouvriers, congrégation religieuse fondée à Naples par Carlo Carafa en 1602. 
Les pieux ouvriers administrent le couvent pendant trente-trois ans, jusqu'en 1630, lorsqu'ils s'installent à Santa Maria Ognibene, construite par la volonté de Francesco Magnocavallo. Au même moment, les servites retrouvent leur ancienne maison.
L'église est amplement remaniée en 1640 par Giovanni Cola Cocco. D'autres aménagements ont lieu dans les trente premières années du XVIIIe siècle, avec notamment les travaux de la sacristie en 1703, la réalisation de la chapelle de la duchesse de Maddaloni en 1706, décorée de marbres polychromes et de stucs, et enfin entre 1731 et 1735, lorsque Niccolò Tagliacozzi Canale restructure l'église dans le goût baroque tardif. 
L'escalier extérieur est construit en piperno en 1735 par Nicola Saggese, et à la même date la chapelle Saint-Albert, avec un autel d'Antonio Basso et des statues de Domenico Antonio Vaccaro.
Pergolèse devient maître de chapelle en 1732. Le pavement de majolique est posé en 1752. Les servites sont expulsés au début du XIXe siècle et en 1849 l'église est érigée en basilique mineure par Pie IX. Dans la seconde moitié du XXe siècle, l'ancien couvent est transformé en appartements privés, ce qui en altère la structure avec en particulier des rajouts. Il souffre du tremblement de terre de 1980 qui endommage entre autres gravement le cloître, formé de trois arcades par côté et de deux ordres. Il est décidé de murer les fenêtres de la nef droite de l'église.

## L'église

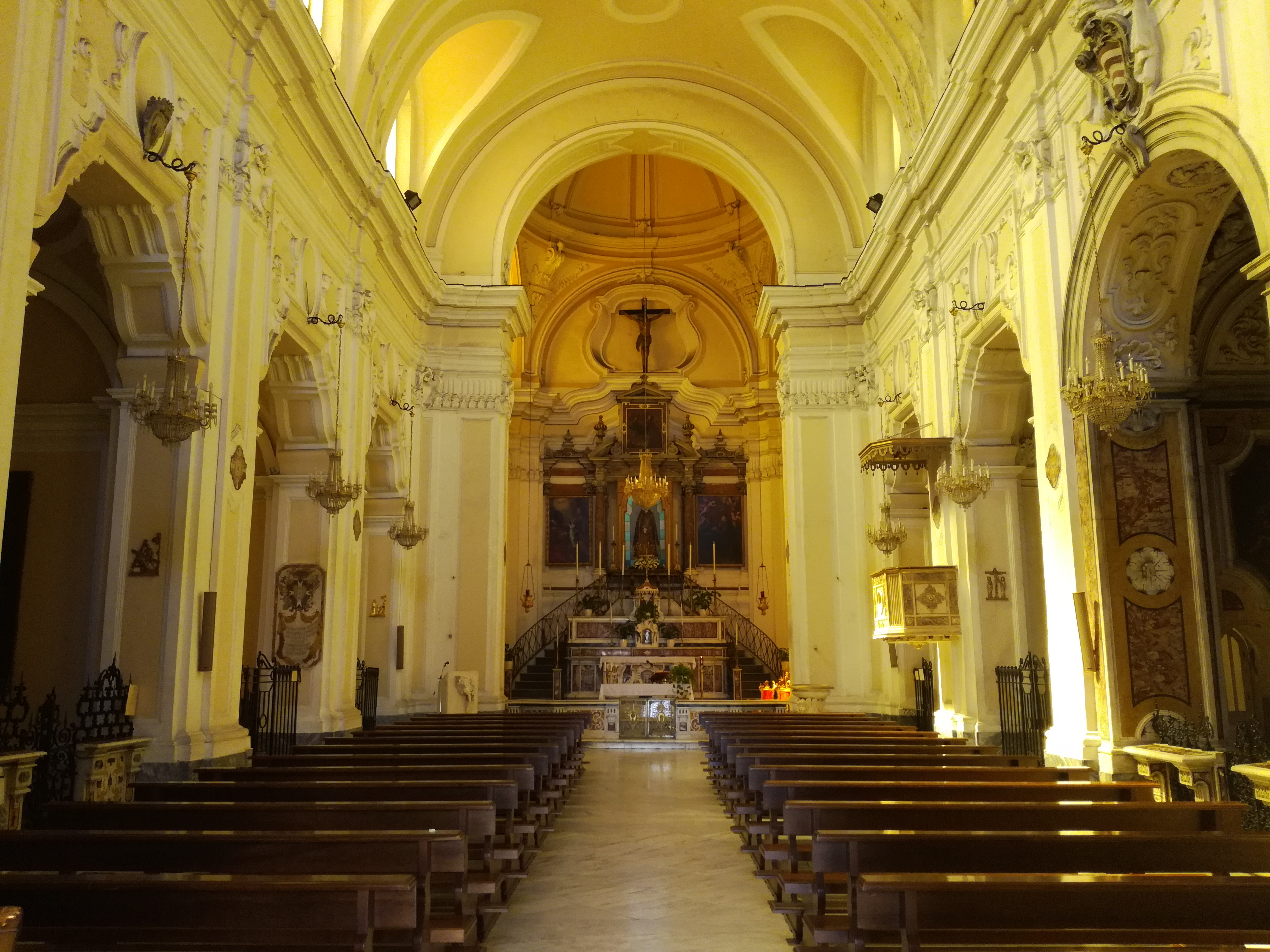
Intérieur de l'église.

L'église présente une façade simple en deux ordres, précédée d'un escalier baroque en piperno. Le portail date de la fin du XVIe siècle. L'intérieur à nef rectangulaire avec des chapelles latérales arquées (quatre de chaque côté) est surmonté d'une coupole. Le tout est richement décoré de stucs, y compris le plafond. 
Le chœur spectaculaire présente la principale originalité de l'église avec un maître-autel datant du XVIIIe siècle. Il est flanqué de chaque côté d'une rampe d'escalier conduisant à une statue vêtue d'étoffes de Notre-Dame des Sept-Douleurs placée dans une vitrine au-dessus du tabernacle aux petites portes remarquables. Les peintures conservées dans l'église sont du pinceau de Nicola Malinconico, Paolo de Matteis, Giacomo del Po, Nicola Maria Rossi, Domenico Antonio Vaccaro, Silvestro Buono et de Francesco Saverio Altamura. La sacristie conserve des restes de fresque et un lavabo de marbre avec un revêtement de carreaux de majolique, attribué à Ignazio Giustiniani.
En 1678, Cosimo Fanzago est inhumé dans l'église, mais l'on ne sait où se trouve sa dépouille et si elle s'y trouve vraiment[évasif].

## Source de la traduction
- (it) Cet article est partiellement ou en totalité issu de l’article de Wikipédia en italien intitulé « Chiesa di Santa Maria ad Ogni Bene dei Sette Dolori » (voir la liste des auteurs).